# Хряслово
Хря́слово (рос. Хряслово) — присілок у складі Подольського міського округу Московської області, Росія.

## Населення
Населення — 18 осіб (2010; 2 у 2002).
Національний склад (станом на 2002 рік):
- росіяни — 50 %
- українці — 50 %